# Acanthonitis
Acanthonitis là một chi bọ cánh cứng thuộc họ Scarabaeidae.